# Бедная маленькая богатая девочка
Бедная маленькая богатая девочка (англ. The Poor Little Rich Girl) — американская немая чёрно-белая драматическая комедия 1917 года. Лента внесена в Национальный реестр фильмов (в 1991 году), находится в общественном достоянии в США.

## Сюжет
Гвендолин — дочка богатых родителей. Однако те, занятые своими делами, совершенно её игнорируют, даже слуги относятся к ней пренебрежительно. Всё это приводит к довольно трагичному финалу, заставляющему окружающих переосмыслить своё отношение к девочке.

## В ролях
- Мэри Пикфорд — Гвендолин
- Мэдлайн Трэверс — мать Гвендолин
- Чарльз Уэллесли — отец Гвендолин
- Глэдис Фэйрбэнкс — Джейн
- Марсия Гаррис — мисс Ройал
- Чарльз Крэйг — Томас
- Герберт Прайор — доктор

## Премьерный показ в разных странах
- США — 5 марта 1917
- Франция — 6 сентября 1918
- Финляндия — 13 февраля 1922